# Bettelainville
Bettelainville é uma comuna francesa na região administrativa do Grande Leste, no departamento de Mosela. Estende-se por uma área de 13.71 km², e possui 623 habitantes, segundo o censo de 2018, com uma densidade de 45 hab/km².